# Papillons dans le ventre
Pour les articles homonymes, voir papillon (homonymie) et ventre (homonymie).
 (avril 2022).
Si vous disposez d'ouvrages ou d'articles de référence ou si vous connaissez des sites web de qualité traitant du thème abordé ici, merci de compléter l'article en donnant les références utiles à sa vérifiabilité et en les liant à la section « Notes et références ».
Les papillons dans le ventre sont, chez l'être humain, une sensation physique de flottement dans l'estomac, causée par une réduction du flux sanguin vers l'organe. Le corps humain possède plus de 100 millions de neurones dans notre système digestif reliés à notre cerveau par le nerf vague. En cas de stress, le corps libère de l'adrénaline dans le cadre de la réponse combat-fuite, qui entraîne une augmentation de la fréquence cardiaque et de la pression artérielle et, par conséquent, une augmentation du sang dans les muscles. Les muscles de l’abdomen vont également se contracter, provoquant la sensation de « papillons ».
L’expression « to have butterflies in one’s stomach » est utilisée pour la première fois en 1908 par l’autrice américaine Florence Converse (en), pour traduire la peur. Dans la culture populaire, la sensation de papillons dans le ventre est liée au sentiment amoureux, notamment au début d'une rencontre. On peut ressentir des papillons dans le ventre avant même d'être en présence de la personne pour qui on a un intérêt amoureux, en raison des niveaux élevés d'émotion et d'anxiété, car l'adrénaline et la sérotonine peuvent être libérées en cas de sentiment amoureux.
Il peut aussi s'agir d'un symptôme de phobie sociale. Le symptôme de ce phénomène est généralement ressenti avant de tenter de prendre part à quelque chose de critique.